# Buda do Templo da Primavera
O Buda do Templo da Primavera (chinês: 中原大佛 and chinês tradicional: 魯山大佛, chinês simplificado: 鲁山大佛) é uma estátua colossal do Buda Vairocana no condado de Luxã, Honã, na China, construída entre 1997 e 2008. Ela está localizada dentro da Fodushan Scenic Area, dentro do National Freeway no. 311, há 128 m (420 ft), que inclui um trono de lótus, com tamanho de 128 metros (66 ft), sendo a segunda estátua mais alta do mundo.
O Buda do Templo da Primavera deriva seu nome de uma nascente próxima, que possui águas a 60°C e é conhecida na região por suas propriedades curativas. Localizado no Templo Foquan e construído durante a Dinastia Tang, possui o "Sino da Boa Sorte" colocado em cima do Pico da Cabeça do Dragão. Este sino de bronze pesa 116 toneladas.
No projeto todo foram gastos cerca de 55 milhões de dólares, sendo que dos quais 18 milhões na estátua. Foi originalmente projetado a utilização de 1.100 placas de cobre na estatua, com um peso total de mil toneladas. Abaixo da estátua existe um mosteiro budista.